# (25974) 2001 FF43
2001 أف أف 43 (ويعرف أيضًا باسم (25974) 2001 أف أف 43 وفق تسمية الكوكب الصغير) (بالإنجليزية: 2001 FF43)‏ هو كويكب ضمن حزام الكويكبات؛ وترتيبه 25974 من حيث الاكتشاف.
اكتُشف هذا الجُرم الفلكي بواسطة بحث لنكولن عن الكويكبات القريبة من الأرض في 18 مارس 2001.

## وصلات خارجية
- (25974) 2001 FF43 في قاعدة بيانات مختبر الدفع النفاث لأجرام النظام الشمسي الصغيرة

- الاكتشاف · مخطط المدار ·  العناصر المدارية · المعلمات المادية

- (25974) 2001 FF43 على موقع ويكي سكاي: DSS2, SDSS, GALEX, IRAS, Hydrogen α, X-Ray, Astrophoto, Sky Map, Articles and images